# Emil Nielsen
Emil Nielsen (Aarhus, 1997. március 10. –) olimpiai és világbajnok kézilabdakapus.

## Pályafutása

### Klubcsapatokban
2016-ban, 19 évesen a dán bajnokság legjobb kapusának választották. Ezután agyhártyagyulladás miatt hosszú pihenőre kényszerült, kétséges volt, hogy folytatni tudja-e pályafutását. A súlyos betegségből végül sikeresen felépült, és 2017-től a Bajnokok Ligájában szereplő Skjern Håndbold játékosa lett, amely csapattal négy évre szóló szerződést kötött. 2018-ban dán bajnokságot nyert, a Bajnokok Ligájában pedig Nielsen kiemelkedő teljesítményének is köszönhetően meglepetésre a Telekom Veszprém KC-t búcsúztatva negyeddöntőbe jutott. Második Skjernben töltött szezonja után a francia élvonalbeli HBC Nantes-hoz igazolt, a dán TV2 információi szerint 1 millió dán koronás kivásárlási ár ellenében.
A francia csapatban is kiemelkedően teljesített, ennek köszönhetően 2022-ben az FC Barcelona igazolta le. A spanyol bajnokság és kupa mellett 2024-ben a Bajnokok Ligáját is megnyerte.

### A válogatottban
A felnőttválogatottban 2018-ban mutatkozhatott be. Világversenyen először azonban csak a 2021-es világbajnokságon számított rá Nikolaj Jakobsen szövetségi kapitány, akkor is csak egy mérkőzés erejéig, mivel meglátása szerint az előírt edzésmunkához Nielsen nem profi sportolóként viszonyult. A következő két világeseményt ismét kihagyta, a 2024-es Európa-bajnokságon már Niklas Landinnal egyenrangú kapusként szerepelt, és 39%-os védési hatékonysága a tornán a legmagasabb volt. Tagja volt a 2024-es párizsi olimpián győztes dán válogatottnak. A 2025-ös világbajnokságon 42,5%-os hatékonysággal védett, ami a tornán a legmagasabb átlag volt a kapusok között. Kimagasló teljesítményének köszönhetően az All-Star csapatba is bekerült.

## Sikerei, díjai
- EHF-bajnokok ligája győztes: 2024
- Dán bajnokság győztese: 2018
- Spanyol bajnokság győztese: 2023, 2024
- Olimpiai bajnok: 2024
- Világbajnokság győztese: 2021, 2025
- Európa-bajnokságon ezüstérmes: 2024
- 2014-es ifjúsági világbajnokság All-Star csapatának tagja[11]
- 2016-ban a dán bajnokság legjobb kapusa
- Világbajnokságon az All-Star csapat tagja: 2025